# Escola d'Arts i Oficis de Girona
L'Escola d'Arts i Oficis de Girona és una obra de Girona situada al carrer Anselm Clavé núm. 32 al costat del centre cultural Athenea, ambdós actualment desapareguts, i a l'avinguda Jaume I núm. 3 i 5.
L'edifici destinat a ser l'Escola d'Arts i Oficis va ser construït en terrenys del Dr.Furest i el projecte arquitectònic era de Rafael Masó i Valentí. Masó va plantejar l'edifici amb dues façanes ben diferents. La del carrer d'Anselm Clavé seguiria les pautes de la façana d'Athenea de manera que ambdues obres -creades segons el gust estètic de l'arquitecte- fossin harmòniques. En canvi, a l'avinguda de Jaume I existia un altre edifici que va haver de reformar per aconseguir el mateix efecte que en l'altra façana i només en va deixar el ràfec de la coberta i un fris ceràmic lligat al mateix.
En el període que va existir (1916-1975) mai arribà a ser l'escola d'Arts i Oficis ni es feren les escultrues previstes. L'any 1917 l'Ajuntament va llogar el terreny al propietari per tal de convertir l'edifici en l'Escola Normal de Mestres. L'any 1971 es va enderrocar la façana que donava a l'avinguda Jaume primer i quatre anys més tard la resta de l'edifici.